# Cătina, Buzău
Cătina là một xã thuộc hạt Buzău, România. Dân số thời điểm năm 2002 là 2732 người.